# Municipio Atotonilco de Tula
Koordinaten: 20° 0′ N, 99° 13′ W
Atotonilco de Tula ist ein Municipio im mexikanischen Bundesstaat Hidalgo, unweit von Tula de Allende. Der Sitz der Gemeinde ist das gleichnamige Atotonilco de Tula. Die Gemeinde hatte im Jahr 2010 31.078 Einwohner, ihre Fläche beträgt 121,7 km².

## Geographie

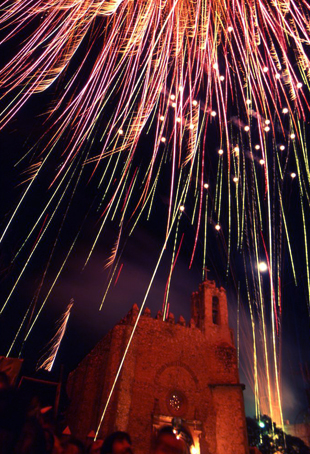
Der Kirche in Atotonilco de Tula

Das Municipio Atotonilco de Tula liegt im Süden des Bundesstaates Hidalgo, 85 km nördlich von Mexiko-Stadt, auf über 2000 m Seehöhe.
Atotonilco de Tula grenzt im Westen an die Municipios Tepeji del Río de Ocampo und Tula de Allende, im Norden an Atitalaquia sowie im Nordosten an Ajacuba und im Osten und Süden an den Bundesstaat México.

### Größte Orte
| Städte             | Einwohner |
| Gemeinde           | 31.078    |
| Atotonilco de Tula | 08.154    |
| Conejos            | 04.284    |
| Vito               | 04.056    |